# Battlezone (jogo eletrônico de 1998)
Battlezone é um jogo eletrônico de tiro em primeira pessoa e estratégia em tempo real desenvolvido e publicado pela Activision para Microsoft Windows em 1998. Além do nome e da presença de tanques, o jogo apresenta poucas semelhanças com o jogo de arcade original de mesmo nome.
Dois pacotes de expansão foram lançados em 1998, intitulados Battlegrounds e The Red Odyssey. Em 2000, uma versão para Nintendo 64 foi lançada com o título Battlezone: Rise of the Black Dogs. Em 2016, uma versão remasterizada intitulada Battlezone 98 Redux foi lançada, desenvolvida pela Big Boat Interactive e publicada pela Rebellion Developments. Uma sequência, Battlezone II: Combat Commander, foi lançada em 1999.